# Тойма (притока Ками)
То́йма (рос. Тойма, удм. Туймы) — річка в Удмуртії (Можгинський та Алнаський райони) та Татарстані (Менделєєвський та Єлабузький райони), Росія, права притока Ками.

## Морфометрична характеристика
Довжина річки становить 124 км, з яких в Удмуртії — 52 км, в Татарстані 72 км. Бере початок на схилах Можгинської височини за 2,5 км на південний захід від села Старий Березняк, впадає до Ками біля міста Єлабуга. Береги низькі, зарослі в основному чагарниками, вільхою та лозою. Ліс віддалений від води на 200—300 м, а іноді і 50-100 м. Ширина русла в середній течії становить 15-20 м, глибина змінюється від 0,5-1 м на перекатах до 1,2-2,5 м на плесах. Швидкість річки вниз за течією зменшується від 0,3 м/с до 0,2 м/с.
За даними спостережень 1948—1975 років біля села Гусевка (?) середньорічна амплітуда коливань рівня води становить 5,18 м. Перевищення весняних паводків над умовним меженним рівнем коливається від 5,5 до 8,5 м. 17 квітня 1969 року був зареєстрований найвищий рівень весняних повеней — 9,96 м. Рівні літньо-осінніх паводків піднімаються на 3,5-5,5 м. Найвищий паводковий рівень (6,84 м) був відмічений 9 липня 1971 року. Низькі рівні літньої межені бувають в липні, зимові — в середині листопада. Найнижчі літні рівні зареєстровані 3 серпня 1952 року (3,11 м), зимові — 30 жовтня 1952 року (3,14 м). З сезонними коливаннями води змінюються і характеристики стоку води. В період весняних паводків на річці біля села Гусевка (?) проходить в середньому 71% річного стоку, змінюючись з роками від 49% до 86%. Максимальні витрати весняних паводків 17 квітня 1969 року склали 421 м³\С. Середні витрати літньої межені — 0,89 м³/с (мінімальні 0,12 м³/с), зимові — 0,83 м³/с (мінімальні 0,33 м³/с). Середньорічні витрати води біля села Гусевка (?) становлять 6,3 м³/с, модуль стоку 4,85 л/с на км².
Середня дата появи льодових утворень — 5 листопада, становлення льодоставу — 10 листопада, його протяжність — 153 дні. Весняний льодохід починається на початку 2-ї декади квітня (рання дата — 26 березня, пізня — 25 квітня) та продовжується в середньому 3 дні. Середня дата переходу води через 0,2 °C навесні — 13 квітня. На початок 2-ї декади температура води може підніматись до 25-28 °C. Восени перехід температури води через 0,2 °C проходить в кінці 1-ї декади листопада.
За переваженими йонами вода гідрокарбонатно-кальцієво-магнієва з середньою мінералізацією. Середньорічна мутність води біля села Гусевка (?) в 1963-1975 роках становила 1,6 кг/м³, витрат наносів 11 кг/с. Середньорічний стік наносів досягає 320 тис. тон, відповідний модуль стоку наносів — 240 т/км².
Річка не судноплавна, басейн відрізняється високим сільськогосподарським розвитком. На річці створено Алнаський та Байтеряковський ставки. Річка використовується для господарсько-побутового водопостачання, риболовлі, а також в рекреаційних цілях.

## Притоки
- праві — Мала Тойма, Алнашка, Колтимак, Пугачка, Ятцазшурка, Возжайка, Юрашка, Каринка
- ліві — Колтимак, Післек-Шур, Дюруш